# Turnix maculosus
El torillo moteado (Turnix maculosus) es una especie de ave charadriforme de la familia Turnicidae que habita en Oceanía.

## Distribución
Se extiende por las islas menores de la Sonda, Célebes, algunas Molucas, el norte y este de Australia, Nueva Guinea, las islas Bismarck y las Salomón.